# Fiat Panorama
La Fiat 147 Panorama est un véhicule de type break, utilitaire, avec une version destinée aux particuliers dans sa finition familiale, commercialisé par la filiale brésilienne Fiat Automoveïs du constructeur italien Fiat sur le marché sud américain à partir de 1980. 
Le nom Panorama était l'appellation de Fiat pour les versions familiales de ses véhicules. Basée sur la plateforme de la Fiat 147, version sud américaine de la Fiat 127 connue en Europe, qui donna un dérivé utilitaire la première version du Fiat Fiorino.
La 147 Panorama était proposée avec un moteur essence 1 050 cm3 de 57 ch, un 1 300 cm3 essence et/ou alcool de 60 ch ou un 1 700 cm3 Diesel de 57 ch jusqu'en 1986. Elle connut un important succès commercial local, essentiellement en raison de son faible encombrement et d'une capacité de chargement importante, liée à des coûts réduits de fonctionnement jamais égalés.
Elle sera remplacée par la Fiat Duna SW qui sera dotée de 4 portes passagers et un hayon arrière ; Fiat en commercialisera une version utilitaire équipée de moteurs de nouvelle génération dont un 1.5e de 75 ch appelée Elba. Les Fiat Duna et Fiat Elba seront fabriquées en Argentine et au Brésil.
L'empattement de la Duna se trouva augmenté de 21 cm, tout comme sur le Fiat Fiorino 2e série, fourgons et pick-up, car elle reprend la base de la Fiat Uno apparue, dans une version adaptée, sur le marché sud américain en 1988. Fiat continue son effort pour équiper ses modèles de moteurs polycombustibles essence et/ou alcool.
Aujourd'hui, le Novo Fiorino 4e série, équipé de moteurs essence, alcool et diesel, continue à être produit au Brésil.